# Chorea Huntington

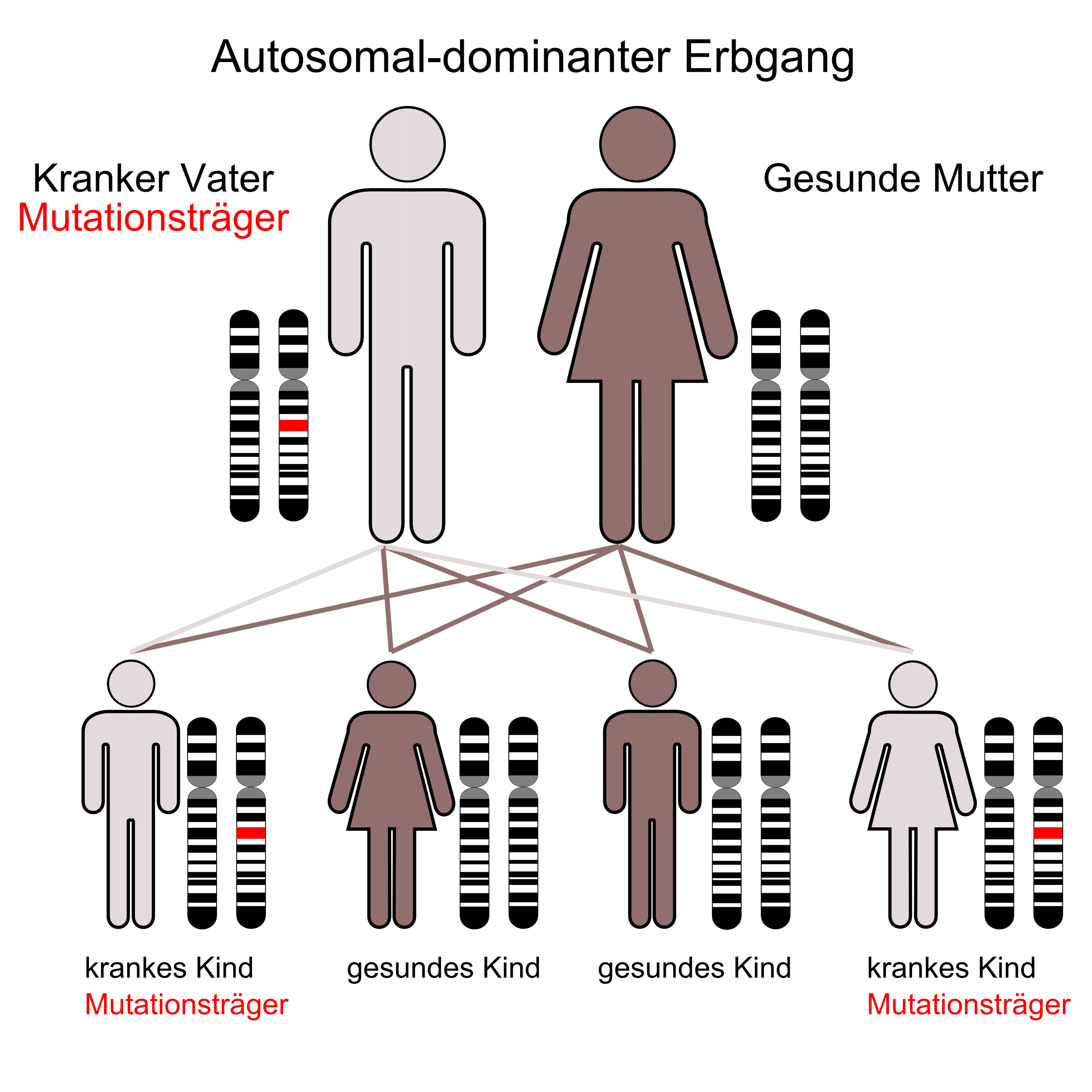
Der autosomal-dominante Erbgang

Die Chorea Huntington, auch Huntingtonsche Chorea oder Huntington-Krankheit (englisch Huntington’s disease, HD; ältere Namen: Veitstanz, großer Veitstanz, Chorea major) genannt, ist eine unheilbare erbliche Erkrankung des Gehirns, die durch unwillkürliche, unkoordinierte Bewegungen bei gleichzeitig schlaffem Muskeltonus gekennzeichnet ist, in Demenz mündet und zum Tod führt.
Betroffene leiden an der fortschreitenden Zerstörung eines Bereichs des Gehirns, der für Muskelsteuerung und grundlegende mentale Funktionen wichtig ist, des Striatums. Dort werden Gehirnzellen durch ein fehlerhaftes Protein zerstört, das infolge eines Defekts des Huntingtin-Gens gebildet wird. Die ersten Krankheitserscheinungen treten meistens im 4. Lebensjahrzehnt als Störungen von Körperbewegungen und Gefühlsleben auf. Den weiteren Verlauf prägt ein zunehmender Verlust der Muskelsteuerung einschließlich der Mimik und schließlich der Hirnfunktion insgesamt. Die Erkrankten sterben im Durchschnitt 15 Jahre nach den ersten Symptomen.
Chorea Huntington ist eine autosomal-dominant vererbte neurodegenerative Erkrankung. Mit wenigen Ausnahmen erkranken alle Merkmalsträger. In den 1980er Jahren wurde ein Marker gefunden (James F. Gusella, der unter anderem dafür den König-Faisal-Preis bekam, Nancy Wexler u. a.), der die Entwicklung eines Tests ermöglichte. Seit 1993 lässt sich das Allel, das die Krankheit verursacht, auf dem kurzen Arm des vierten Chromosoms (Genlocus 4p16.3) nachweisen; dies ist auch beim Ungeborenen durch Amniozentese oder Chorionzottenbiopsie möglich.
Bei der Erforschung der Krankheit spielten zwei auf Privatinitiative gegründete Organisationen eine große Rolle, die von dem Psychologen Milton Wexler nach der Erkrankung seiner Frau 1968 gegründete Hereditary Disease Foundation (HDF), die später von seiner Tochter Nancy Wexler geleitet wurde, und die 1967 von Marjorie Guthrie, der Witwe des an Huntington verstorbenen Woody Guthrie, gegründete Huntington’s Disease Society of America (HDSA), aus der auch die Gründung der International Huntington Association (IHA) hervorging.

## Herkunft des Namens

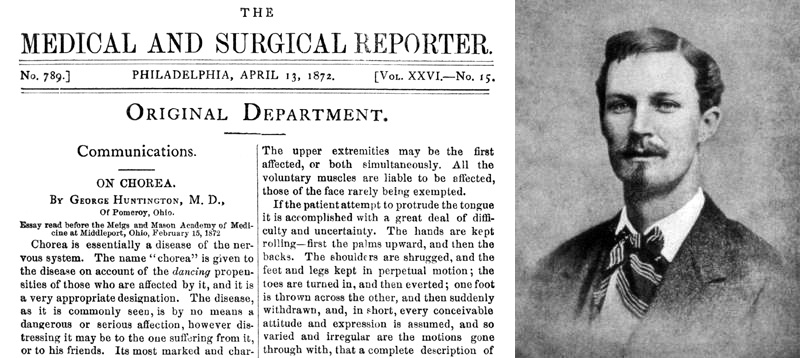
Die erste Seite der Publikation von George Huntington

Die Krankheit Chorea Huntington (von griechisch χορεία choreia „Tanzen, Tanz“) wurde 1872 von dem New Yorker Arzt George Huntington ausführlich beschrieben. Er beschrieb eine klinische Trias, die lange Zeit Gültigkeit hatte:
- erblich (hereditary nature)
- psychiatrische Auffälligkeiten und Suizidneigung (insanity and suicide)
- schwere Symptome nur im Erwachsenenalter (only in adult life)

Das letzte Kriterium stellte sich später als falsch heraus. Huntington nahm zunächst an, dass die Ausbreitung von Chorea Huntington auf Long Island (Vereinigte Staaten) beschränkt sei. Tatsächlich war die Krankheit aber bereits damals weltweit anzutreffen. Der deutsche Name ist erblicher Veitstanz. Die Bezeichnung Veitstanz (speziell auch Großer Veitstanz), die seit dem 16. Jahrhundert bezeugt ist, hat ihren Ursprung darin, dass als Helfer der heilige Veit (Vitus) angerufen wurde. Wieso gerade dieser Heilige angerufen wurde, ist nicht bekannt. Möglicherweise entstand die Bezeichnung Veitstanz im 15. oder 16. Jahrhundert, als am St.-Veitstag (15. Juni) in Straßburg und anderswo Menschen in großer Zahl von der „Tanzwut“ ergriffen wurden.
Mittlerweile ist in allen ärztlichen und sonstigen Fachkreisen die Bezeichnung Chorea Huntington (im Englischen auch Huntington’s chorea) üblich. Eine der weiteren Bezeichnungen lautet chronische progressive Chorea (lateinisch Chorea chronica progressiva hereditaria).

## Epidemiologie
Chorea Huntington ist eine der häufigsten erblich bedingten Hirnstörungen. Eine im Jahr 2012 veröffentlichte Metaanalyse gibt Hinweise auf eine durchschnittliche Prävalenz von 2,71:100.000. Die ausgewerteten Studien ergaben eine Prävalenz von 5,7:100.000 für Europa, Nordamerika und Australien, während sie in Asien bei nur 0,40:100.000 liegt. Die Prävalenz schwankt jedoch von Land zu Land erheblich. So liegt sie in Finnland mit 2,12:100.000 niedriger als im Rest Europas. In Deutschland gibt es offiziell rund 10.000 Betroffene (Stand 2014). In einzelnen Populationen, beispielsweise auf Tasmanien und in der Region Zulia in Venezuela gibt es noch weitaus höhere Prävalenzen, was sich zum Teil auf einzelne aus Europa eingewanderte Personen, die das Gen weitervererbt haben (Gründereffekt), zurückführen lässt. Sehr niedrige Prävalenzen findet man dagegen in Subsahara-Afrika und auch bei Afroamerikanern sowie beispielsweise in Japan, dort liegt die Prävalenz niedriger als 1:100.000. Die Neuerkrankungsrate (Inzidenz) liegt im Mittel bei 4:1.000.000. Männer und Frauen sind gleich häufig betroffen.

## Pathophysiologie

### Genetik
Chorea Huntington ist eine autosomal-dominant vererbte Krankheit. Dies bedeutet, dass die Nachkommen eines Betroffenen mit einer Wahrscheinlichkeit von etwa 50 % ebenfalls betroffen sind, wenn der phänotypisch erkrankte Elternteil ein mutiertes Allel besitzt (bei zwei mutierten Allelen (Homozygotie) beträgt die Wahrscheinlichkeit nahezu 100 %). Sind beide Elternteile erkrankt und heterozygot, so liegt die Wahrscheinlichkeit für eine Erkrankung der Nachkommen bei etwa 75 %. Generationensprünge kommen nicht vor; Männer und Frauen sind gleich häufig betroffen. Wenn bei der Stammbaumanalyse von Betroffenen kein Blutsverwandter mit Chorea Huntington zu finden ist, wird eine spontan aufgetretene Mutation angenommen.
Bei ungefähr 5 bis 10 Prozent der Patienten liegt eine Neumutation im Gen Huntingtin vor. Das Gen codiert für das gleichnamige Protein und liegt auf dem kurzen Arm von Chromosom 4 (Genlocus 4p16.3). Die Mutation betrifft einen Genbereich, in dessen Sequenz sich das Basentriplett CAG bei der Normalbevölkerung etwa 16 bis 20 mal wiederholt. Durch die zur Chorea Huntington führenden Mutationen wird die Wiederholungshäufigkeit des Tripletts deutlich erhöht, weshalb man auch von einer Trinukleotiderkrankung spricht. Ob sich die Huntingtonsche Krankheit entwickelt, hängt vorrangig von der Anzahl CAG-Wiederholungen (Triplett-Repeats) ab. Bei einer Amplifikation bis etwa drei Dutzend Repeats zeigen sich noch keine Krankheitszeichen. Bei 36 bis etwa 39 CAG-Repeats ist die Penetranz unvollständig, das heißt, nicht alle Menschen dieses Genotyps entwickeln die Krankheit, und auch nach einem Gentest sind keine definitiven Vorhersagen möglich. Bei 40 oder mehr CAG-Repeats kommt es zu voller Penetranz. Dies bedeutet, dass jede dieser Personen im Laufe ihres Lebens erkranken wird, wenn sie nicht vorher verstirbt.
Im Durchschnitt tritt die Erkrankung umso früher in Erscheinung, je häufiger die Wiederholungen sind (Antizipationseffekt). Bei über 60 CAG-Tripletts kann sich eine jugendliche Form der Chorea Huntington manifestieren; ein Ausbruch im vierten Lebensjahr wurde beschrieben. Bei väterlichen (paternalen) Vererbungslinien werden höhere Wiederholungsfrequenzen als bei mütterlicher (maternaler) Vererbung beobachtet (Imprinting-Phänomen).

### Molekularbiologie
Ein Triplett CAG der resultierenden mRNA codiert für die Aminosäure Glutamin. Das vom mutierten Huntingtin-Gen exprimierte Protein weist also mehr als die übliche Anzahl aneinandergereihter Glutamin-Reste auf. Möglicherweise handelt es sich dabei um eine „Gain-of-Function-Mutation“, bei der die normale Funktion des Huntingtins erhalten bleibt, das Protein aber zusätzlich schädliche Eigenschaften hat. Die Genexpression von pathogenem Huntingtin führt zu amyloidähnlichen intrazellulären Ablagerungen des mutierten Huntingtinproteins mit weiteren Proteinen, die durch ein ARF-GTPase-aktivierendes Protein (GIT1) gefördert werden. Wahrscheinlich ist hierbei der Abbau der Proteinmutante durch das Proteasom behindert. Andererseits wurde von einigen Arbeitsgruppen auch eine Toxizität des freien mutierten Huntingtins nachgewiesen, sodass die Huntingtin-Aggregate als Schutz angesehen werden können.
Die betroffenen Zellen haben einen gestörten Glukosestoffwechsel. Dies führt zu einer gesteigerten Empfindlichkeit gegenüber oxidativem Stress, zudem ist die Sensitivität für den erregenden Neurotransmitter Glutamat erhöht. Diese Zellen besitzen besonders viele Glutamatrezeptoren und haben viele eingehende glutamaterge Verbindungen. Trotzdem ist nur unbefriedigend erklärbar, warum die Toxizität nur in den beschriebenen Arealen nachweisbar ist, obwohl Huntingtin in allen kernhaltigen Zellen gebildet wird.
Die physiologische Funktion von Huntingtin ist nicht vollständig geklärt. Es gibt eine Reihe von Hinweisen dafür, dass es eine wichtige Rolle beim intrazellulären Transport von Vesikeln und Organellen spielt.

### Neuroanatomie und Physiologie

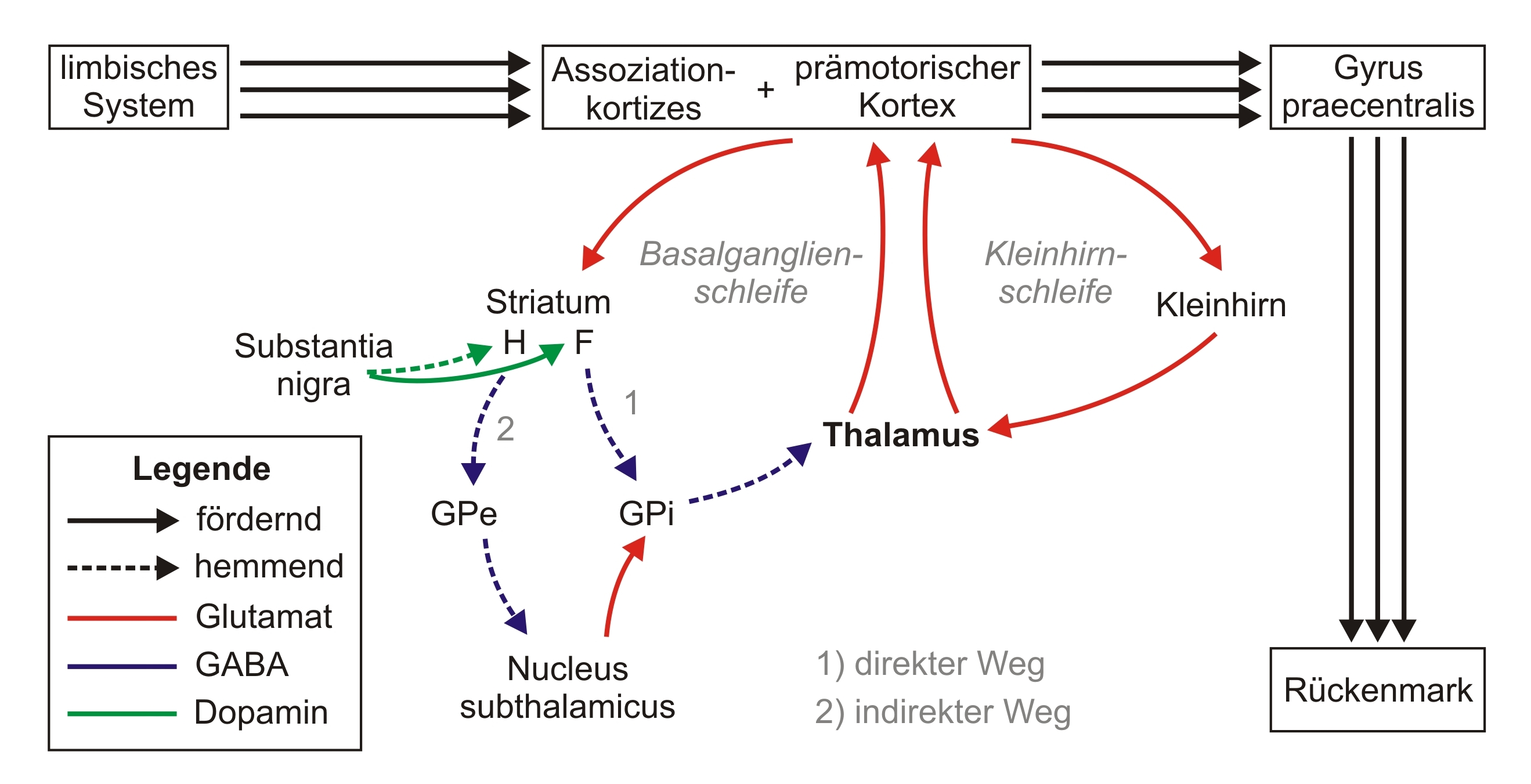
Bei Chorea Huntington degenerieren v. a. die Neuronen des indirekten Pfades von Striatum auf Globus pallidus.

Betroffen ist vor allem das Putamen, welches ein Teil des Corpus striatum in den Basalganglien ist und über einen direkten und über einen indirekten Pfad Einfluss auf den Globus pallidus medialis (interna) nehmen kann.
Der indirekte wirkt dem direkten Pfad entgegen. Der insgesamt hemmende Effekt des indirekten Pfades wird im Gesunden über folgende Stationen erreicht: Die bewegungshemmenden Anteile des Striatums hemmen ihrerseits den Globus pallidus lateralis (externa). Dieser verringert nun seinen hemmenden Effekt auf den Nucleus subthalamicus, wodurch dessen Aktivität verstärkt wird. Da der Nucleus subthalamicus glutamaterge Efferenzen zum Globus pallidus medialis besitzt, fördert er dessen hemmende Wirkung auf den Thalamus.
Bei Menschen mit Chorea Huntington degenerieren in erster Linie GABA/Enkephalin-erge Neurone, d. h., der Anfang des indirekten Pfades ist zerstört. Dies hat zur Folge, dass der Globus pallidus medialis über den direkten Weg schwächer gehemmt wird als bei gesunden Menschen. Da der Globus pallidus medialis seinerseits normalerweise den Thalamus inhibiert, wird dieser nun weniger gehemmt, also aktiviert (= Disinhibition). Die Konsequenz ist eine Übererregung des Thalamus und des Cortex.
Da die indirekten Verbindungen im Verlauf meist zuerst zerstört werden, steht am Anfang der Erkrankung eine Überaktivierung mit überschießenden Bewegungen im Vordergrund. Im weiteren Verlauf gehen auch die direkten Verbindungen verloren, und es dominieren Bewegungsarmut (Akinese) und Steifheit (Rigor).

## Krankheitsbild

### Verlauf
Erste Symptome der Krankheit zeigen sich meist zwischen dem 30. und 40. Lebensjahr. Das Auftreten von Symptomen ist zwischen dem dritten und dem 75. Lebensjahr beschrieben worden. Patienten mit einem frühen Krankheitsbeginn leiden häufig unter einem schwereren Krankheitsverlauf.
Psychische Beschwerden gehen den Bewegungsstörungen oft mehrere Jahre voraus. Die Bewegungsstörungen beginnen meist mit Hyperkinesien (ungewollten Bewegungen) bei verringertem Muskeltonus. Später zeigen sich eher Hypokinesie (Bewegungsarmut) und Erhöhung des Muskeltonus. Eine Verlaufsform, bei der die Bewegungsarmut von Anfang an im Vordergrund steht, wird nach Carl Westphal Westphal-Variante genannt und tritt häufiger bei frühem Krankheitseintritt auf. Die Chorea Huntington schreitet meist mit zunehmender Pflegebedürftigkeit der Betroffenen bis zu 30 Jahre fort. Es kommt durch erschwerte Essensaufnahme (Schluckstörungen) und ständig erhöhten Energieverbrauch häufig zu einer Kachexie (krankhafte Abmagerung). Die meisten Patienten versterben innerhalb von 15 Jahren nach Manifestation der Erkrankung. Das Voranschreiten der Krankheit kann durch Stress beschleunigt werden, umgekehrt haben günstige Lebensumstände mit einer leidensgerechten Aktivierung einen günstigen Einfluss auf den Verlauf der Erkrankung.

### Psychische Beschwerden und psychiatrische Symptome
Zu den ersten Erscheinungen der psychischen Veränderung gehören meist Störungen des Affektes und des Antriebes. Diese können auch den Bewegungsstörungen vorangehen. Später können ein unbedachtes und impulsives Verhalten sowie eine Enthemmung in zwischenmenschlichen Beziehungen auftreten. Aufgrund der mangelhaften Kontrolle über die Muskulatur (z. B. des Gesichtes mit Grimassieren) kann der falsche Eindruck eines bereits fortgeschrittenen Persönlichkeitsverlustes entstehen, was bei den Patienten Resignation und Depressionen hervorrufen kann. Besonders in der Frühphase der Erkrankung kann dies zu suizidalem Verhalten führen. Früh treten auch Störungen der visuellen Informationsverarbeitung auf, was z. B. dazu führt, dass die Kranken insbesondere kritische Gesichtsausdrücke ihrer Mitmenschen – wie z. B. Verärgerung – nicht richtig wahrnehmen und so darauf nicht angemessen reagieren können. Im Frühstadium werden leichte Beeinträchtigungen der intellektuellen Fähigkeiten sowie Gedächtnisstörungen oft übersehen. Im Spätstadium der Erkrankung entwickeln die Patienten eine subkortikale Demenz, d. h., es kommt zum Verlust ihrer kognitiven Fähigkeiten. So finden sich Störungen der Merkfähigkeit, damit im Zusammenhang stehend eine Desorientierung und eine Sprachverarmung. Einige Patienten entwickeln Wahnvorstellungen, die dazu führen, dass sie in psychiatrischen Kliniken behandelt werden (psychisch betonter Verlauf).

### Bewegungsstörungen
Chorea beginnt meist mit einer zunächst kaum bemerkbaren Bewegungsunruhe der Arme und Beine, des Gesichtes, später des Kopfes sowie des Rumpfes. Diese Unruhe kann sich zu heftigen choreatischen Hyperkinesien steigern. Das sind plötzlich einsetzende, unwillkürliche Bewegungen verschiedener Muskeln, wodurch die Willkürbewegungen unterbrochen werden. Betroffene versuchen zunächst, die choreatischen Bewegungen zu verbergen, indem sie diese in willkürliche Bewegungsabläufe einbauen, z. B. streichen sich nach einer einschießenden Beugebewegung des Armes über das Haar. Zunehmend geraten die Muskelbewegungen aber außer Kontrolle. Beim Vollbild der Erkrankung kommt es zum plötzlichen Grimassieren und zu schleudernden Bewegungen (Chorea) von Armen und Beinen. Sprechen und Schlucken fallen zunehmend schwer (Dysarthrie und Dysphagie). Typischerweise beginnen diese Hyperkinesien in den rumpffernen Teilen der Extremitäten (in den Händen) und im Gesicht, so wird der Mund weit geöffnet, die Zunge weit herausgestreckt und sofort wieder zurückgezogen („Chamäleonzunge“). Im weiteren Verlauf sind auch die rumpfnahen Extremitätenanteile betroffen. Bei Auslösen des Kniesehnenreflexes bleibt das Knie gestreckt (Gordon-Phänomen). Die Bewegungsunruhe verstärkt sich unter seelischer und körperlicher Belastung. Obwohl die unkontrollierten Bewegungen im Schlaf aufhören, nehmen sie bei Ermüdung eher zu. Die anfangs choreatischen Hyperkinesien wandeln sich mit zunehmendem Krankheitsverlauf in Choreoathetose oder Dystonien, wobei durch Erhöhung der Muskelspannung (Muskeltonus) die Gliedmaßen minuten- bis stundenlang in einer manchmal schmerzhaften Fehlstellung verharren. An Stelle des Grimassierens tritt dann eventuell eine Anarthrie auf, d. h., es kann eine völlige Unfähigkeit bestehen, Sprechbewegungen auszuführen, und der Patient ist nicht mehr in der Lage, durch Mimik, Gestik und Sprache zu reagieren. Das Schlucken fällt den Patienten immer schwerer und kann zu lebensbedrohlichen Komplikationen führen, zumal die Patienten durch die Hyperkinesien einen erhöhten Energieverbrauch haben. Dieser kann sich im Endstadium der Erkrankung auf mehr als das Fünffache des normalen Grundumsatzes erhöhen, so dass eine adäquate Versorgung nur noch mit ergänzender parenteraler Nahrungszufuhr möglich ist.
Unabhängig von der Chorea zeigen Menschen mit Chorea Huntington einen Mangel an motorischer Persistenz, also einen unstetigen Muskeltonus. Dieser wird im Englischen auch als milkmaid’s grip umschrieben. Diese Unstetigkeit des Muskeltonus eignet sich besser zur Diagnose des Krankheitsfortschrittes als die Chorea, denn im Gegensatz zur Chorea nimmt sie im Verlauf der Krankheit stetig zu.

## Diagnostik
Die Diagnose kann meist klinisch anhand der Symptome gestellt werden. Weitere Möglichkeiten sind eine Kernspintomographie oder Computertomographie. Sie zeigen eine Atrophie des Corpus striatum und hier vor allem des Nucleus caudatus. Diese Atrophie führt zu einer Erweiterung der Seitenventrikel. In der 18FDG-PET zeigt sich eine Störung des Glukosestoffwechsels im Corpus striatum. Eine mögliche Differenzialdiagnose ist CJD (Creutzfeldt-Jakob-Krankheit) sowie vCJD (variant CJD). Darüber hinaus besteht die Möglichkeit, die Diagnose durch genetische Analyse zu sichern. Auch schon bevor sich die ersten Symptome zeigen, kann in einem Institut für Humangenetik eine DNA-Analyse durchgeführt werden, bei ungeborenen Kindern im Rahmen einer Fruchtwasseruntersuchung.

### Ethische Probleme der humangenetischen Diagnostik
Es ist heute möglich, lange vor dem Auftreten jeglicher Symptome bei Menschen aus betroffenen Familien eindeutig festzustellen, ob sie den zur Chorea Huntington führenden Gendefekt haben oder nicht und wie viele Repeats der CAG-Sequenz vorhanden sind. Für Kinder eines betroffenen Elternteils, von denen keine DNS-Analyse vorliegt, liegt die Wahrscheinlichkeit des Auftretens der Erkrankung bei 50 %. Sie werden entweder mit Sicherheit oder niemals die Erkrankung bekommen.
Die Entscheidung darüber, ob eine solche Diagnostik gewünscht wird, kann nach einer umfassenden Aufklärung getroffen werden. Eine DNS-Analyse ist vor allem vor einer geplanten Geburt sinnvoll. Mit einer solchen Diagnostik werden auch Informationen über andere Blutsverwandte bekannt. So würde mit einer positiven Diagnostik bei einem Enkel eines Betroffenen auch klar, dass der entsprechende Elternteil betroffen ist, auch wenn dieser noch keine Symptome hat.

## Differentialdiagnostik
Abzugrenzen sind Chorea-Huntington-ähnliche Syndrome, z. B.
- Hereditäre neurologische Erkrankungen, z. B. Morbus Wilson, McLeod-Syndrom, Morbus Leigh, Zeroidlipofuszinose
- Autoimmun und paraneoplastisch bedingte choreatische Symptome, z. B. Sydenham Chorea (Chorea minor, Post-Streptokokkeninfektions-Erkrankung), Rasmussen-Syndrom, autoimmun bedingte Enzephalitiden
- Infektiöse Ursachen, z. B. Enzephalopathien bei HIV-Patienten, virale Enzephalitis (Mumps, Masern, Varizella zoster, Herpes simplex), Neuroborreliose, zerebrale Toxoplasmose
- Strukturelle Läsionen der Basalganglien, z. B. bei Schlaganfällen, Neoplasien, abszedierende und demyelinisierende Läsionen
- Metabolische, endokrine und toxische Ursachen, z. B. nicht ketotische Hyperglykämie bei Diabetes mellitus, Elektrolytverschiebungen (Hyper- und Hyponatriämie, Hypokalzämie), Hyperthyreose
- Durch Medikamente und Drogen induzierte Chorea, z. B. bestimmte Antiepileptika, Kalziumkanalblocker, trizyklische Antidepressiva, Antihistaminika
- Andere Ursachen, z. B. Polycythemia vera, essentielle Thrombozythämie[19]

sowie die Chorea-Akanthozytose.

## Therapie
Eine Therapie, welche die Krankheit an sich heilt oder dauerhaft aufhält, ist nicht bekannt. Verschiedene Vitamine und Nahrungsergänzungsmittel werden mit unterschiedlichem Erfolg eingesetzt, um die Zellen vor oxidativem Stress zu schützen und so den Krankheitsverlauf zu verlangsamen. Das Medikament Riluzol vermindert die Glutamatausschüttung und soll den Verlauf verlangsamen. Studien weisen darauf hin, dass die pallidale Tiefe Hirnstimulation (THS) ebenfalls positive Effekte insbesondere auf die motorischen Symptome zu haben scheint. Der Krankheitsverlauf kann durch die Stimulation nicht aufgehalten werden, dennoch berichten Betroffene von einer Steigerung der Lebensqualität, da sie weniger auf fremde Hilfe angewiesen sind und weiter aktiv am Sozialleben teilnehmen können. Vorklinische Studien lassen auch auf eine Verbesserung weiterer nicht-motorischer Symptome, wie Kognition und Stimmung schließen. Weitere Studien wurden und werden durchgeführt, um die positiven Ergebnisse, die bisher an einzelnen Patienten beobachtet wurden, weiter zu untersuchen.
Sämtliche Therapien werden flankiert von physiotherapeutischer, ergotherapeutischer und logopädischer Behandlung zur Besserung der Bewegungsfähigkeit beziehungsweise der Sprache und Schluckfähigkeit. Gleichzeitig sollten der Patient und auch seine Angehörigen psychiatrisch-psychotherapeutisch behandelt werden. Die Ernährung sollte den erhöhten Energiebedarf, die Schluckbeschwerden und den erhöhten Zuckerbedarf der Patienten berücksichtigen. Einzelne Symptome können ebenfalls je nach Bedarf behandelt werden.

### Behandlung der Bewegungsstörungen
Gegen Hyperkinesien werden neben Tetrabenazin auch Dopamin-Antagonisten eingesetzt, meist Tiaprid oder auch Sulpirid. Jedoch zeigen klinische Studien, dass die Einnahme von Tetrabenazin zu einer Verschlimmerung von Depressionen und suizidalen Tendenzen führen könnte. Darüber hinaus verstärkte Tetrabenazin bei manchen Betroffenen die Extrapyramidalen Syndrome.
Bei einsetzendem Rigor werden Dopamin-Agonisten oder L-Dopa eingesetzt, können jedoch die Hyperkinesien verstärken. Daher wird die medikamentöse Therapie im Allgemeinen erst eingeleitet, wenn die Bewegungsstörungen den Patienten im Alltag stark beeinträchtigen. Die tiefe Hirnstimulation (THS) hat einen positiven Effekt auf die mit Medikamenten schwer behandelbaren choreatischen Symptome, bei guter Verträglichkeit. Der Einfluss auf Dystonien und anderen Bewegungsstörungen wird  in einer klinischen internationalen Studie getestet.

### Behandlung psychischer Symptome
Bei psychotischen Symptomen wird auf atypische Neuroleptika zurückgegriffen, gegen depressive Symptome vor allem auf Antidepressiva aus der Gruppe der SSRI. Bei Schlafstörungen und Angstzuständen können Benzodiazepine zum Einsatz kommen.

### Neuroprotektive Behandlung
Es gibt Studien, die eine neuroprotektive Wirkung von Gabapentin auf Patienten mit Chorea Huntington vermuten lassen. Durch dieses Medikament soll die Excitotoxizität des Glutamats auf die Nervenzelle reduziert werden.
Pridopidin (früher Huntexil oder ACR16) ist ein Dopamin-Stabilisator, der über Dopamin-Typ-II-Rezeptoren wirkt. Außerdem bindet und aktiviert es den Sigma-1 Rezeptor. In mehreren abgeschlossenen Studien über einen Beobachtungszeitraum von bis zu 26 Wochen konnte Pridopidin keine Wirksamkeit in der Behandlung der Chorea Huntington zeigen.
Im Dezember 2020 wurden neue Daten über einen längeren Beobachtungszeitraum veröffentlicht. Patienten, die 52 Wochen mit Pridopidin behandelt wurden, zeigten einen signifikant besseren Verlauf auf der TFC Skala (Total Functional Capacity). Eine entsprechende Phase-3-Studie („PROOF-HD“) mit mehr als 60 teilnehmenden Zentren wurde in mehreren Ländern durchgeführt und im März 2023 beendet. Nach Evaluierung der primär negativen Ergebnisse wurde für Subgruppen der Patienten positive Tendenzen festgestellt, und angekündigt, noch 2024 eine Marktzulassung in der EU zu beantragen.

### Aktuelle Forschung

#### Huntingtin-Reduzierung
Auch wenn keine ursächliche Therapie bekannt ist, welche die Krankheit heilt oder bremst, wird an der Beeinflussung auslösender Faktoren geforscht. Als „Der Heilige Gral“ gilt zurzeit die sogenannte Huntingtin-Reduzierung. Mit Hilfe verschiedener Ansätze wird versucht, die Produktion dieses Proteins zu reduzieren, und man erhofft sich damit, die Symptome zu vermindern beziehungsweise das Fortschreiten der Krankheit zu bremsen. Während in präklinischen Versuchen dieser Zusammenhang bereits erfolgreich gezeigt werden konnte, ist diese Wirkung beim Menschen nicht bestätigt.
Eine Auswahl (Juli 2024):
1. Tominersen, auch bekannt unter IONIS-HTTRx und RG6042 (Hoffmann-La Roche): Ein Antisense-RNA-Medikament, das regelmäßig intrathekal verabreicht wird. Es soll die Bildung von Huntingtin reduzieren, unterscheidet dabei allerdings nicht zwischen mutiertem und „wildem“ (gesundem) Huntingtin. Phase-1- und Phase-2-Studien wurden erfolgreich abgeschlossen und konnten neben der Sicherheit des Medikaments auch die gewünschte Reduktion des Huntingtin-Proteins zeigen. Eine daraufhin durchgeführte Phase-3-Studie (GENERATION HD1[37]) mit ca. 900 Patienten musste die Medikamentengabe frühzeitig stoppen, da erste Auswertungen einen gegenteiligen Effekt gezeigt hatten.[38] Im Januar 2022 veröffentlichte post-hoc Datenanalysen deuten darauf hin, dass Tominersen bei Jüngeren bzw. noch nicht weit im Krankheitsverlauf fortgeschrittenen Patienten möglicherweise den gewünschten Effekt erzielt, daher wurde im Januar 2023 eine angepasste Phase-II Studie (GENERATION-HD2[39]) mit geänderter Dosierung und ausgewählten Patientengruppen gestartet.
2. WVE-120103 (Wave Life Sciences) ist wie Tominersen ein Antisense-RNA Medikament, das ebenfalls intrathekal verabreicht wird. Im Gegensatz zu Tominersen wirken diese Substanzen selektiv und sollen nur die mutierten Varianten von Huntingtin reduzieren. Aktuell in Phase 1/2 (SELECT-HD[40]). Im Juni 2024 wurden erste Zwischenergebnisse veröffentlicht, die auf eine erfolgreiche selektive Reduktion des mutierten Hungtingtin-Proteins schließen lassen, sowie positive Zeichen bei mehreren klinischen Tests und MRT-Scans zeigen.[41][42]
3. AMT-130 (uniQure) ist eine Gen-Therapie, die einmalig mit einer Operation am Gehirn durchgeführt wird. Die ersten zwei Patienten wurden im Rahmen einer Phase I/II Studie im Juni 2020 behandelt.[43] Im Februar 2022 wurden die ersten Patienten in Europa mit dem Medikament behandelt.[44] Im Juli 2024 veröffentlichte Zwischenergebnisse zeigen einen um bis zu 80 % verlangsamten Krankheitsverlauf in den beobachteten 24 Monaten.[45][46][47]
4. Im April 2023 gab das niederländische Biotech-Unternehmen Vico Therapeutics bekannt, dass es an einem neuen Medikament zur Behandlung von Huntington-Krankheit arbeitet. Das Medikament mit dem Namen VO659 ist ebenfalls ein Antisense-RNA Medikament, das außerdem wie WVE-120103 darauf abzielt, ausschließlich die mutierte Variante des Huntingtin-Gens zu reduzieren. Im Rahmen einer Phase 1/2a klinischen Studie wurde bereits der erste Patient mit VO659 behandelt.[48]
5. Weiters werden auch Medikamente in Tablettenform erforscht, wie zum Beispiel PTC518 von PTC Therapeutics. In einer Phase-1-Studie konnte sowohl die Sicherheit, als auch die gewünschte dosisabhängige Senkung des Huntingtin-Proteins im menschlichen Körper gezeigt werden. Im April 2022 startete eine weltweite Phase-2-Studie (PIVOT-HD[49][50]), deren Zwischenergebnisse im Juni 2023 und Juni 2024 eine erfolgreiche Reduktion des Huntingtins-Protein zeigen sowie einen verlangsamenden Effekt auf den Krankheitsverlauf vermuten lassen.[51]
6. Im Jahr 2023 gab außerdem das Unternehmen Skyhawk Therapeutics bekannt, an SKY-0515 zu forschen. SKY-0515 ist wie PTC518 eine Tablette zur Reduzierung des Huntingtin-Proteins. Im Juli 2024 wurden die ersten Ergebnisse der Phase-1 Studie an gesunden Menschen veröffentlicht, und die Tablette scheint erfolgreich dosisabhängig das Huntingtin-Protein zu reduzieren.[52] Eine Phase-2 Studie wird für 2025 in Aussicht gestellt.

#### Somatische Instabilität
Mit Hilfe von Untersuchungen an verstorbenen Patienten wurde festgestellt, dass sich die Anzahl an CAG-Triplets in den Zellen im Laufe des Lebens weiter erhöht. Je nach Zelltyp passiert dies schneller oder langsamer. Während im Blut der Wert über die ganze Lebensspanne gleich zu bleiben scheint, kann er in betroffenen Gehirnarealen auf weit über 200 ansteigen. Die Ursache dafür wird im körpereigenen DNA-Reparaturmechanismus vermutet. Weiters geht man davon aus, dass erst diese hohe Zahl an CAGs zu den krankheitstypischen Symptomen führt.
Dieses Verhalten bezeichnet man als „Somatische Instabilität“ und bietet einen möglichen Ansatzpunkt für eine verlaufsverändernde Therapie.